# Antarctoperla
Antarctoperla is een geslacht van steenvliegen uit de familie Gripopterygidae. De wetenschappelijke naam van het geslacht is voor het eerst geldig gepubliceerd in 1905 door Günther Enderlein.

## Soorten
Antarctoperla omvat de volgende soorten:
- Antarctoperla altera Zwick, 1973
- Antarctoperla anderssoni Illies, 1963
- Antarctoperla michaelseni (Klapálek, 1904)